# Anthony Carlisle
Sir Anthony Carlisle, FRCS, FRS (Stillington, Durham, Anglaterra 15 de febrer - 1768 - Londres, 2 de novembre - 1840) fou un anatomista i cirurgià anglès. El 1800 va descobrir al costat de William Nicholson l'electròlisi passant un corrent elèctric a través de l'aigua, descomponent en els seus elements constituents, hidrogen i oxigen. Va ser elegit membre de la Royal Society el 1804.

## Treballs i distincions
- Cirurgià a l'Hospital de Westminster, des de 1793.
- Professor d'Anatomia a la Royal Academy, de Londres.
- Professor de Cirurgia i Anatomia a la Royal Society of Surgeons el 1815, i president d'aquesta institució.
- Cirurgià de Jordi IV, que el va nomenar Cavaller.
- Membre d'altres  societats científiques: Society of Arts, Societat Linneana.

Va realitzar aportacions a la fisiologia (estudi del melsa i tiroide), anatomia (estructura del sentit), cirurgia (instruments especialitzats per amputacions) i ciències naturals (músculs dels peixos).

## Descobriment de l'electròlisi
Seguint indicacions d'Alexandre Volta al costat de William Nicholson va construir una pila. Per tal de millorar la connexió elèctrica, connectar els elèctrodes de la pila a un recipient amb aigua. Van notar que en una de les terminals apareixia hidrogen i en l'altra, oxigen, procedents de la descomposició de l'aigua. Així van descobrir l'electròlisi, fenomen que, mitjançant un corrent elèctric, permet separar els diferents elements que componen un compost. Humphry Davy va usar l'electròlisi per descompondre diferents sals i així descobrir el sodi i el potassi. Posteriorment, es va obtenir bari, calci, magnesi i estronci.

## Obra escrita
Va escriure nombrosos articles en publicacions de diverses societats científiques. També va escriure llibres de diversa temàtica, alguns d'ells al costat d'altres autors.
- An essay on the disorders of old age (1818)
- Lectures on cholera and other pestilencial diseases (1832)
- Phisiological observations upon glandular structures and their different secernant offices (1838).
- An essay on the disorders of old age: and on the significa for prolonging human life.

És possible que inspirés a Mary Shelley, creadora de Frankenstein, després dels relats que Carlisle narrava el pare de l'escriptora sobre els seus experiments amb cadàvers i electricitat.